# Sukces (serial telewizyjny 1995)
Sukces... – polski serial obyczajowy, wyprodukowany w 1995 roku, który swoją premierę miał w lutym 1996 roku. Serial opowiada o perypetiach młodej i ambitnej prawniczki Tekli. W 2000 roku telewizja wyemitowała kontynuację serialu o tym samym tytule, ale z innymi aktorami. Serial premierowo emitowany był w TVP1 od 14 lutego do 10 kwietnia 1996 w środy o godzinie 18:05.

## Główne role
- Magdalena Wójcik – Tekla Skarbek
- Marek Kondrat – Tadeusz Sówka, prezes „Dorexu”
- Marian Kociniak – Dydak, były milicjant, pracownik Tekli
- Piotr Machalica – Henryk Jakubowski, prezes „Gravitu”
- Marzena Trybała – Barbara Madej
- Aleksandra Konieczna – Agata, przyjaciółka Tekli

## Lista odcinków
1. Zaproszenie do tańca
2. Coś z niczego
3. Łatwy kraj
4. Zdjęcie rodzinne
5. Końce w wodę
6. Odwet
7. Zmowa
8. Dwa światy
9. Małe jest piękne

## Lokacja
- Orneta